# Гувервилль

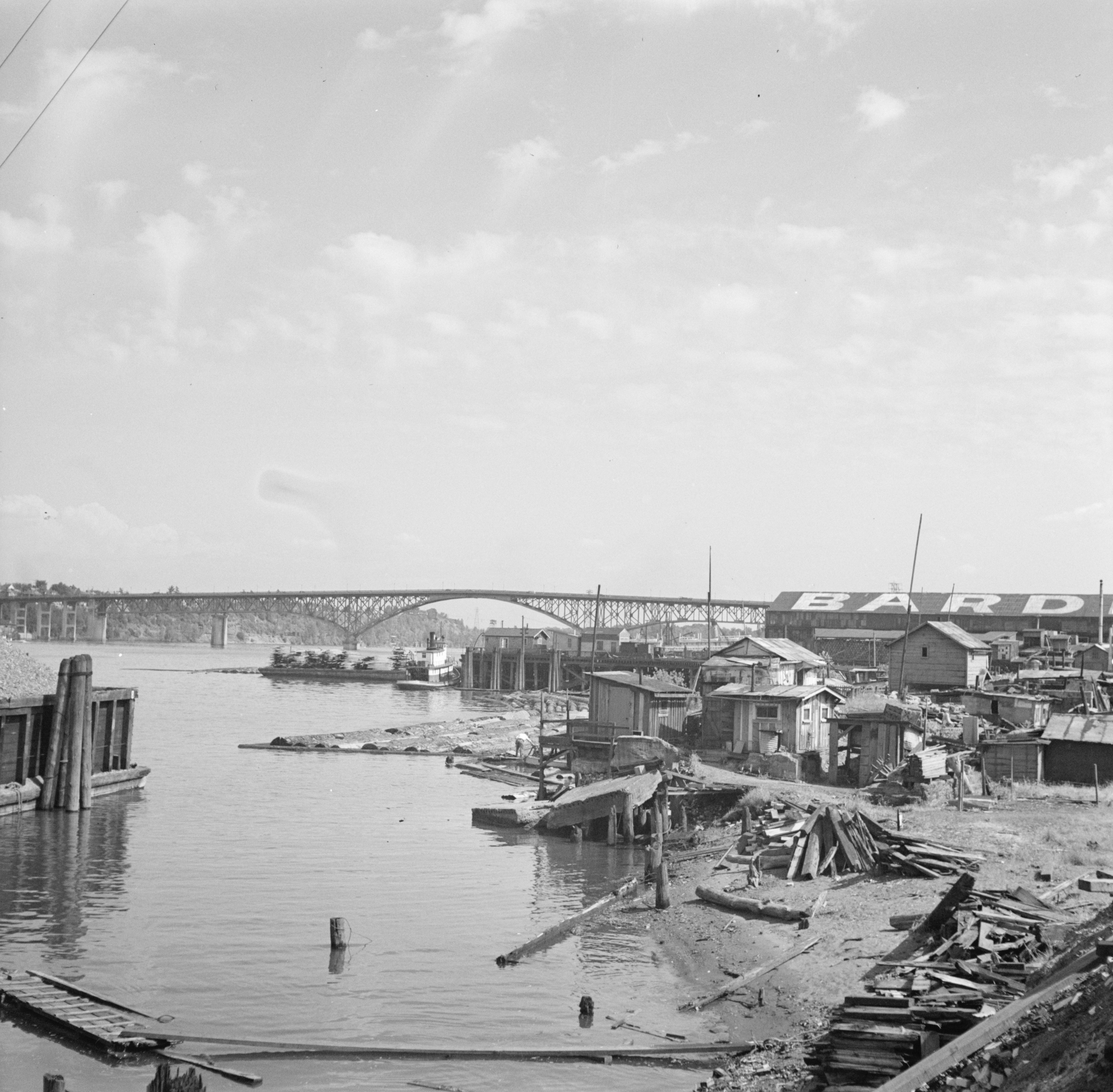
Гувервиль близ Портленда, штат Орегон.

Гувервилль (англ. Hooverville) — появившийся в США в начале 1930-х годов термин, которым назывались небольшие поселения, состоявшие из палаток и лачуг, которые строили и в которых были вынуждены жить тысячи американцев, потерявших жильё и работу в результате Великой депрессии 1929—1933 годов. Подобные поселения начали появляться уже через несколько месяцев после так называемого «Чёрного четверга» 24 октября 1929 года; некоторые из них просуществовали вплоть до конца 1940-х годов. Название таким поселениям было дано «в честь» Герберта Гувера — президента США, избранного незадолго до начала кризиса и находившегося в должности на протяжении большей его части, правительство которого многие слои населения обвиняли в случившейся кризисной ситуации. Слово введено Чарльзом Михельсоном, директором по связям с общественностью Национального комитета Демократической партии.

## Развитие
Бездомных было немало и до 1929 года, и в большинстве крупных городов существовали муниципальные приюты, но Великая депрессия резко увеличила спрос на места в них. Бездомные строили свои лачуги вблизи кухонь, на которых раздавали бесплатный суп. Нередко гувервилли располагались на частных территориях, но на это смотрели сквозь пальцы. «Новый курс» Рузвельта предусматривал несколько программ помощи бездомным в 1933—1935 гг.
Некоторые поселенцы обладали достаточным навыком для того, чтобы построить каменные дома, но большинство людей довольствовалось хижинами из досок от ящиков, картона, металлолома и прочих доступных им материалов. Обстановка обычно состояла из маленького очага, постели и бедных кухонных принадлежностей. Жители гувервиллей были, как правило, безработными, и довольствовались благотворительностью или просили милостыню.
По образу «гувервилля» Демократы придумали и другие производные от фамилии президента-республиканца термины:
- «одеяло Гувера» — старая газета, в которую заворачивались бездомные;
- «флажок Гувера» — вывернутый наизнанку карман одежды;
- «Гуверова кожа» — картон, которым бедняки чинили ботинки, когда изнашивалась подошва;
- «Гуверова тележка» — автомобиль, влекомый лошадьми, часто без двигателя.

После 1940 года экономика восстановилась, безработица упала, и гувервилли были ликвидированы.

## Известные гувервилли
- Анакостия в округе Колумбия, основанная в 1932 году ветеранами Первой Мировой войны, требовавшими у правительства компенсаций. Они приезжали со всей страны «зайцами» на товарных поездах, и на пике население гувервилля дошло до 15 000 человек. Уничтожен армией под командованием генерала Дугласа Макартура.
- Центральный Парк, Нью-Йорк, где десятки семей заняли большую лужайку.
- Риверсайд-парк, Нью-Йорк, 72-я улица.
- крупнейший из 8 гувервиллей Сиэтла располагался близ порта и просуществовал с 1932 по 1941 годы.
- в Сент-Луисе находился крупнейший в США гувервилль, состоявший из 4 секторов. В нём совместно проживали афроамериканцы и белые, имелся мэр, церкви и другие общественные учерждения. Гувервилль существовал на средства филантропов с 1930 по 1936 годы, когда на его расселение были выделены федеральные средства.

## В культуре
Часть действия романа Джона Стейнбека «Гроздья гнева» происходит в Гувервилле.

В сериале «Доктор Кто» (серия Далеки на Манхэттене) основное действие происходит в Гувервилле.